# 교사의 날
교사의 날(敎師 - , 영어: Teachers' Days) 또는 스승의 날은 교사의 노고에 감사하는 취지로 만들어진 날로, 여러 나라에서 제정, 시행되고 있으며, 매년 10월 5일은 세계 교사의 날(World Teachers' Day)로 기념되고 있다. 대한민국에서 교사의 날(스승의 날)은 5월 15일로, 세종대왕의 양력 생일에 맞춰 제정된 것이다.
다른 많은 나라들은 1994년 유네스코가 설립한 세계 교사의 날인 10월 5일을 스승의 날로 기념하기도 한다.

## 대한민국

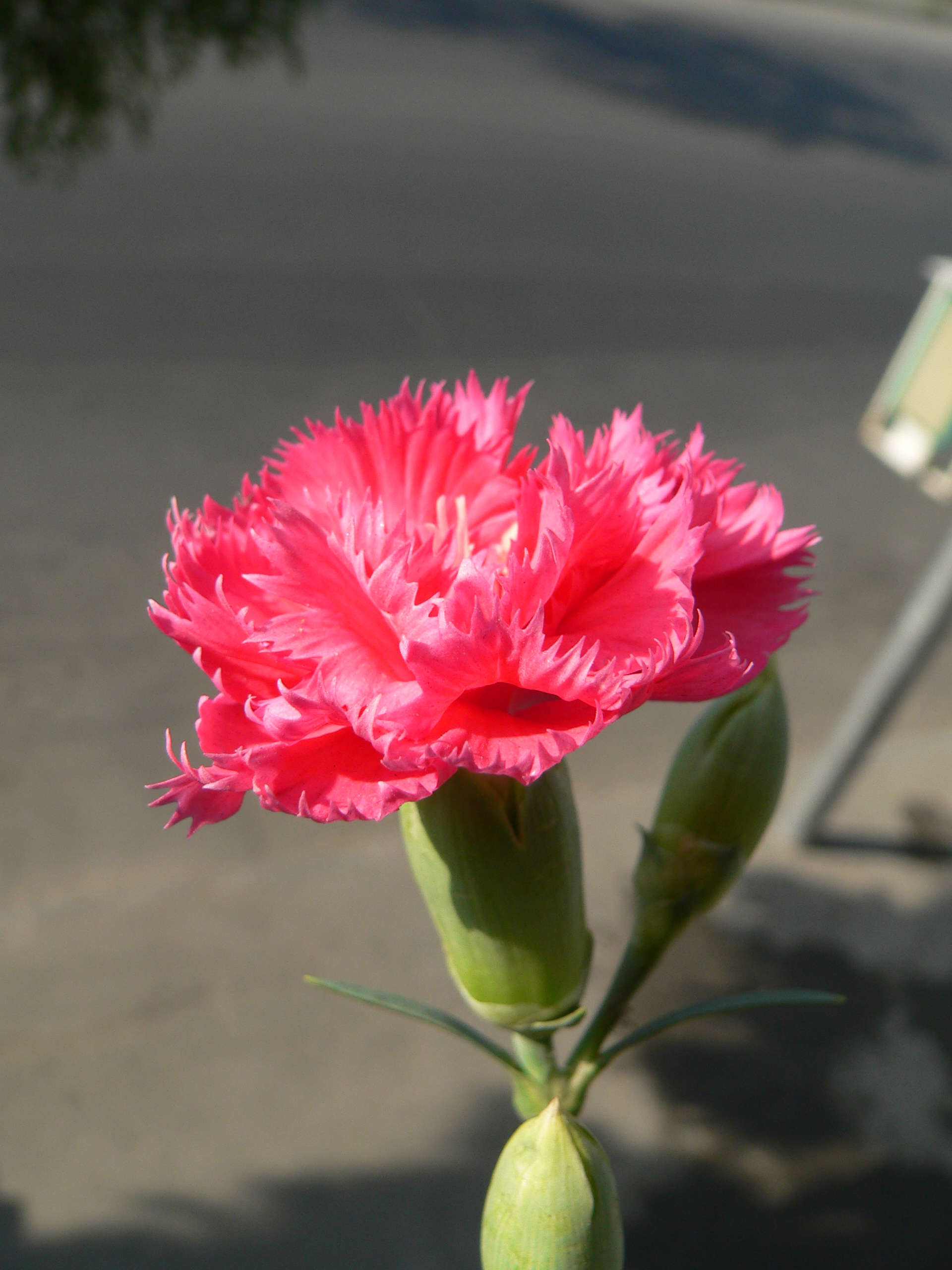
스승의 날에 다는 카네이션

대한민국에선 스승의 노고에 대한 감사와 존경을 되새기기 위해 훈민정음을 만든 세종대왕의 탄신일을 스승의 날로 제정해 1982년부터 시행하고 있다.

### 기념일 제정 및 유래
스승의 노고에 대한 존경을 되새기고 혼탁한 사회를 정화하는 뜻에서 기념일로 지정되었으며, 매년 5월 15일에 시행된다.
1958년 충청남도의 강경여자고등학교에서 청소년적십자를 중심으로 병중에 있거나 퇴직한 교사를 위문하는 운동을 시작한 것이 계기가 되어 1963년 전국청소년적십자(JRC) 중앙학생협의회에서 5월 26일을 ‘은사의 날’로 제정하고, 1964년 5월 26일 다시 국제 적십자 위원회에 가입한 날을 ‘스승의 날’로 정하여 각종 행사를 거행한 것이 시초이다. 1965년부터는 대한적십자사 주도 아래 세종대왕의 탄신일인 5월 15일로 바꾸었다. 1973년 정부의 서정쇄신정책에 잠시 금지되었으나, 1982년 법정기념일로 부활하였다. 부산대학교와 건국대학교, 한양대학교 등 10개의 대학에서는 이 날이 개교기념일이라 학교 자체 휴일이 된다.

### 행사
이 날은 교육 공로자에게 정부가 포상을 하며, 학교마다 선생님에게 카네이션이나 장미꽃을 달아주고 선생님을 감사하며 각종 사은행사를 거행한다.또는 편지를 전달해주기도 한다.

### 스승의 날 노래
스승의 날에는 강소천 작사, 권길상 작곡의 <스승의 은혜>가 애창된다.

### 논란
일부 교사들의 촌지 수수 문제로 인해 문제가 되기도 하였으며, 그러한 문제를 예방하기 위해 일부 학교에서는 스승의 날을 학교장 재량의 휴교일로 지정하기도 한다.

2018년에는 교원노조 등이 '교권이 추락한 마당에 형식적으로 하루 정도 스승으로 불리는 것이 오히려 더 불쾌하다'면서 스승의 날을 폐지하고 교사민주화선언을 한 5월 10일을 교사의 날로 기리자고 주장했다. 또한 
온종일 교사에게 선물을 줘도 되느냐는 논쟁만 반복해 은연중에 교사를 선물을 챙겨줘야 하거나 선물을 받아야만 잘해주는 사람으로 취급한다. 교사 중에 누가 꽃을 받고 싶다고 했느냐.

라고 주장하기도 했다.

## 중화인민공화국
중화인민공화국에서는 교사의 날을 '교사절'이라고 부르며, 교사절은 매년 9월 10일로 제정, 시행하고 있다.

### 기념일 제정 및 유래
중화인민공화국의 학교는 매년 9월에 새 학기가 시작되기 때문에, 학기 초에 학생들은 선생님에 대한 존경심을 키우고, 선생님은 더 큰 애정과 책임감으로 아이들을 돌보라는 의미에서 1985년에 매년 9월 10일로 제정되었다. 당시 중화인민공화국 정부에서는 '교육자는 곧 아버지와 같다' 恩师如父 (ēn shī rú fù)라는 표제 하에 제1회 교사절을 제정하고, 이후 지속적으로 매년 9월 10일을 교사의 날로 선포하여 교육자에 대한 남다른 존경심 尊敬 (zūn jìng)을 표현하는 날로 기념해오고 있다. 중화인민공화국의 교사절은 간호사의 날, 기자의 날과 더불어 중화인민공화국의 3대 전문직 기념일로 매우 중요한 날이다.

### 행사
교사절은 중화인민공화국의 전통 명절이 아니기 때문에 각 지역별로 해마다 축제가 다르지만, 정부와 학교에서는 교사절을 맞이하여 경축일 행사를 열어 전국 모범교사를 발굴, 선정하여 이들에게 표창장을 수여하는 기념식을 진행한다. 학생들은 선생님에 대한 감사한 마음을 표현하고자 꽃, 사진, 이벤트, 감사의 손 편지 등을 전한다.

#### 실제 행사 사례
실제로 염성경제기술개발구 내 학교들은 제36회 ‘교사절’을 맞이하여 다양한 축제를 열었다. ‘염성개발구실험학교’에서는 70명의 가장 아름다운 교직원, 우수 교직원을 선발하여 더 큰 애정과 책임감으로 학생들을 이끌어 주기를 희망하는 메시지를 전달하고 표창장 수여식을 진행하였다.
‘염성시송강로초등학교’ 교직원 대표단은 단체 낭송 무대를 선보였으며, ‘염성외국어학교’ 교장은 전교 교직원들에게 격려의 선물로 책을 전달하였다. 또한 초심을 잃지 않고 책을 가까이함으로써 학문과 시야를 넓게 하고 교육의 진리를 추구할 것을 당부하였다. 또한, ‘북경사범대학교염성부속학교’에서는 학생들이 자발적으로 축하카드를 만들어 선생님에게 전달하고, 스승의 날 노래로 감동을 선사하였다. ‘보봉초등학교’의 교장은 직접 쓴 손 편지와 함께 준비한 선물을 모든 선생님에게 전달하였으며, ‘개발구유치원’ 원장은 9월 10일 교문 앞에서 출근하는 모든 선생님들에게 따뜻한 포옹과 함께 꽃을 전달하여 교직원들을 향한 존경과 감사의 인사를 전하였다. ‘개발구양광유치원’ 어린이들은 선생님들에 향한 사랑을 크레파스에 담아 예쁜 그림을 선물하였다. ‘웨이신유치원’은 교직원들이 한자리에 모여 ‘꽃에 선생님을 향한 사랑을 담기’를 주제로 꽃꽂이 활동을 통해 직접 만든 꽃바구니를 모든 교직원들에게 전달하기도 하였다. ‘염성시창춘터엉유치원’은 교직원이 준비한 스토리텔링 행사와 소감을 공유하는 자리를 통해 유치원생 부모들과 함께 뜻깊은 ‘교사의 날’을 보냈다.
남서울대학교 대학원은 9월 10일 교내 소강당에서 ‘박사과정 중국 유학생 스승의 날’ 행사를 가졌다. 남서울대 대학원 박사과정 중인 중국인 유학생 75명이 지도교수에게 스승의 은혜를 기리고 추석 명절을 자축하기 위해 이번 행사를 개최했다. 중국 박사과정 유학생들은 대부분 중화인민공화국의 각 대학에서 교수로 재직 중인 30대에서 50대의 유학생들로, 이들은 행사에서 노래･춤･시낭송･피아노 연주 등 다양한 공연을 통해 스승에게 감사의 마음을 전달했다.

### 논란
중화인민공화국의 스승의 날인 ‘교사절(敎師節)’을 맞아 중국 학부모들은 ‘촌지’와 선물을 고민한다. 안후이위성TV에 따르면 한 초등학교 1년생 학부모는 교사절인 이날 500위안(약 8만9000원)의 촌지를 마련해 담임교사에게 전달할 계획이라는 글을 인터넷에 올렸다. 이 학부모는 남들이 하니까 자신도 따라하지만 촌지를 받는 교사가 어떤 식으로 학생들을 교육할지 걱정이라는 글을 올렸다. 이 방송은 중국의 많은 학부모들이 교사절마다 교사에게 수백 위안 상당의 촌지나 선물을 하고 있다며, 교사들도 이를 받을 수도 거절할 수도 없는 난처한 처지라고 전했다.
중화인민공화국 언론에 따르면 40% 이상의 중화인민공화국 학부모들이 압력에 못 이겨 교사절(教师节, 중국의 스승의 날) 선물을 준비하는 것으로 나타났다고 한다.
또한 교사절을 하루 앞둔 9일 베이징 시내 초ㆍ중ㆍ고등학생 자녀를 둔 학부모 상당수는 학교측으로부터 교사절 선물을 받지 않는다는 통보를 받았다고 한다. 또 지난 4일 베이징시 교육위원회는 인터넷 홈페이지를 통해 교사절을 앞두고 선물대신 '감사 문자보내기'로 감사의 마음을 전하자고 제안하기도 했다.

## 각국의 교사의 날

### 공휴일이 아닌 나라들
- 태국: 1월 16일(태국어: วันครู)
- 대한민국: 5월 15일(한국어: 스승의 날)
- 말레이시아: 5월 16일(말레이어: Hari Guru)
- 인도: 9월 5일
- 아프가니스탄: 5월 24일
- 미국:5월 첫째 완전한 주 화요일, 매사추세츠주는 9월 11일(Teachers' Day)
- 인도네시아: 11월 25일
- 튀르키예: 11월 24일(튀르키예어: Öğretmenler Günü)
- 러시아: 10월 5일(러시아어: День учителя)

### 공휴일로 지정된 나라들
- 슬로바키아: 3월 28일(슬로바키아어: Deň učiteľov)
- 이란: 5월 2일
- 알바니아: 5월 7일
- 엘살바도르: 6월 22일
- 멕시코: 5월 15일(스페인어: Día del Maestro)
- 체코: 3월 28일(체코어: Den učitelů)
- 싱가포르: 9월 1일
- 중화인민공화국: 9월 10일 (중국어 정체자: 教師節, 간체자: 教师节, 병음: Jiàoshījié)
- 중화민국: 9월 28일 (중국어 정체자: 教師節, 간체자: 教师节, 병음: Jiàoshījié)
- 폴란드: 10월 14일(폴란드어: Dzień Edukacji Narodowej)
- 브라질: 10월 15일(포르투갈어: Dia do Professor)
- 베트남: 11월 20일(베트남어: Ngày nhà giáo Việt Nam)
- 우즈베키스탄: 10월 1일 (우즈베크어: Ustoz va murabbiylar kuni)

## 같이 보기
- 대한민국의 기념일
- 어린이날